# Tropes (logiciel)
Pour les articles homonymes, voir Trope.
Tropes est un logiciel d'analyse sémantique ou de fouille de textes créé en 1994 par Pierre Molette et Agnès Landré, sur la base des travaux de Rodolphe Ghiglione.
Tropes comprend notamment un éditeur d'ontologies, une classification arborescente, et permet l'analyse chronologique du récit, le diagnostic du style du texte, la catégorisation des mots-outils, l'extraction terminologique, l'analyse des acteurs et l'aide à la constitution de résumés. 
Il est distribué gratuitement avec une licence spécifique.

## Méthodes d'analyse
Tropes utilise des techniques de classification sémantique et de génération de thesaurus qui se rapprochent de la linguistique anglo-saxonne, en particulier des travaux de John Lyons.
Sa particularité est d'exploiter l'analyse propositionnelle du discours (APD) et l'analyse cognitivo-discursive (ACD) de Rodolphe Ghiglione.
Tropes s'est aussi inspiré de la Grammaire du sens et de l'expression de Patrick Charaudeau, pour diagnostiquer le style du texte, ainsi que des travaux de Mathieu Brugidou concernant l'analyse chronologique du récit.

## Fonctionnement du moteur d'analyse
Tropes s'appuie sur une analyse morphosyntaxique, un lexique et un réseau sémantique pour catégoriser des textes. Les résultats sont présentés sous la forme de rapports ou de représentations graphiques hypertextes.
Le noyau d'analyse sémantique, qui a été développé par Pierre Molette, se fonde sur une logique de résolution de problèmes qui fait largement appel à l'intelligence artificielle et fut un précurseur des algorithmes de certains moteurs de recherche.

## Tropes Zoom
À partir de 1999, Tropes fut distribué dans une suite logicielle par la société Acetic avec le moteur de classification sémantique Zoom, sous l'appellation Tropes Zoom.
La solution comprenait un robot de collecte Internet, le Desktop search sémantique Zoom, Tropes et des utilitaires de conversion de fichiers. Elle permettait d'analyser jusqu'à 4 millions de documents sur un ordinateur de bureau d'entrée de gamme.
Tropes Zoom a été un des premiers moteurs de recherche sémantique. Il a été utilisé par de nombreuses institutions, par exemple pour générer les résultats d'analyse présentés en 3D lors de l'exposition d'architecture Morphosis au centre Beaubourg en juillet 2006.

## Domaines d’application
Un logiciel d’analyse sémantique comme Tropes est, par définition, conçu pour un public de spécialistes (scientifiques ou techniques). Paradoxalement, Tropes a un nombre d’utilisateurs plus large et plus diversifié qu’on aurait pu le prévoir.
Son champ d’application couvre les domaines suivants :
- En psychologie clinique[18], sociale[19] et cognitive[20], pour faire de l’analyse du discours, ce qui n’est pas étonnant puisque deux des principaux contributeurs (R.Ghiglione et A.Landré) étaient chercheurs en psychologie sociale[21].

- En sciences de l'éducation, pour analyser et comparer des programmes d'enseignement[22].

- En sociologie pour l’analyse qualitative[23] ou pour traiter le contenu des questions ouvertes des sondages d’opinion[24].

- En intelligence économique pour la veille concurrentielle[25] ou détecter les signaux faibles[26].

- En marketing pour des études stratégiques, de notoriété (e-reputation) [27] ou des analyses de la gestion de la relation clients[28].

- En sciences de l'information pour générer ou vérifier la pertinence des ontologies et thesaurus[29].

- En sciences politiques pour des analyses de discours[30] et d'articles de presse[31].

- En linguistique pour analyser de textes[32], élaborer ou tester des méthodes de classifications[33].

- En informatique pour définir des listes de mots-clés exploitables dans des bases de données[34], dans des pages HTML (aide au référencement)[35] ou dans d’autres logiciels[36].